# Cazideroque
 Cazideroque  es una población y comuna francesa, en la región de Aquitania, departamento de Lot y Garona, en el distrito de Villeneuve-sur-Lot y cantón de Tournon-d'Agenais.

## Demografía
| 295 | 261 | 227 | 223 | 244 | 264 |
| Para los censos de 1962 a 1999 la población legal corresponde a la población sin duplicidades (Fuente: INSEE [Consultar]) |     |     |     |     |     |